# Mariä Heimsuchung (Rechtenbach)

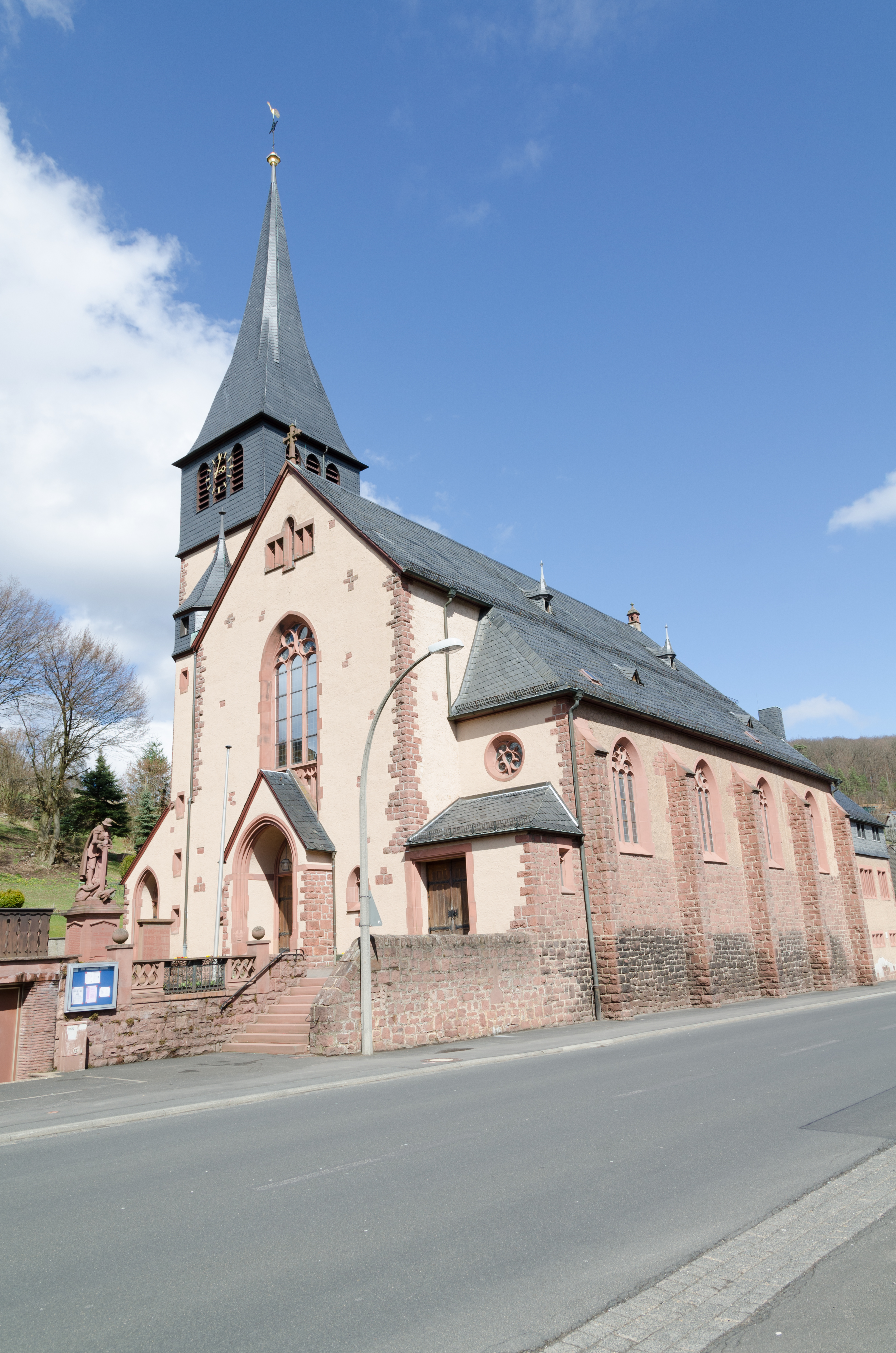
Mariä Heimsuchung in Rechtenbach

Die römisch-katholische Pfarrkirche Mariä Heimsuchung steht in Rechtenbach, einer Gemeinde im unterfränkischen Landkreis Main-Spessart in Bayern. Das denkmalgeschützte Bauwerk entstand Anfang des 20. Jahrhunderts. Die Pfarrei gehört zur Pfarreiengemeinschaft 12 Apostel am Tor zum Spessart (Lohr am Main) im ehemaligen Dekanat Lohr (Bistum Würzburg), das im Dekanat Main-Spessart aufgegangen ist.

## Beschreibung
Diese dreischiffige neugotische Staffelkirche ist ein Grenzfall von Stufenhalle und Pseudobasilika und wurde 1913/14 nach einem Entwurf von Ludwig Becker errichtet. Im Osten des Mittelschiffs befindet sich ein dreiseitig geschlossener Chor. Das Portal befindet sich in der Fassade im Westen. Der mit einem spitzen Helm bedeckte Kirchturm auf quadratischem Grundriss schließt sich dem nördlichen Seitenschiff im Westen an. Sein oberstes, schieferverkleidetes Geschoss beherbergt die Turmuhr und den Glockenstuhl.
Zur Kirchenausstattung gehört ein Flügelaltar, den 1915 Heinz Schiestl geschnitzt hat. Von ihm stammen auch die Pietà und ein Vortragekreuz.
Die Orgel mit mechanischer Schleiflade, zwei Manualen ist ein Werk der Orgelbaufirma Werner Mann aus Marktbreit, Baujahr 1993.